# Johann Wilhelm Hilliger

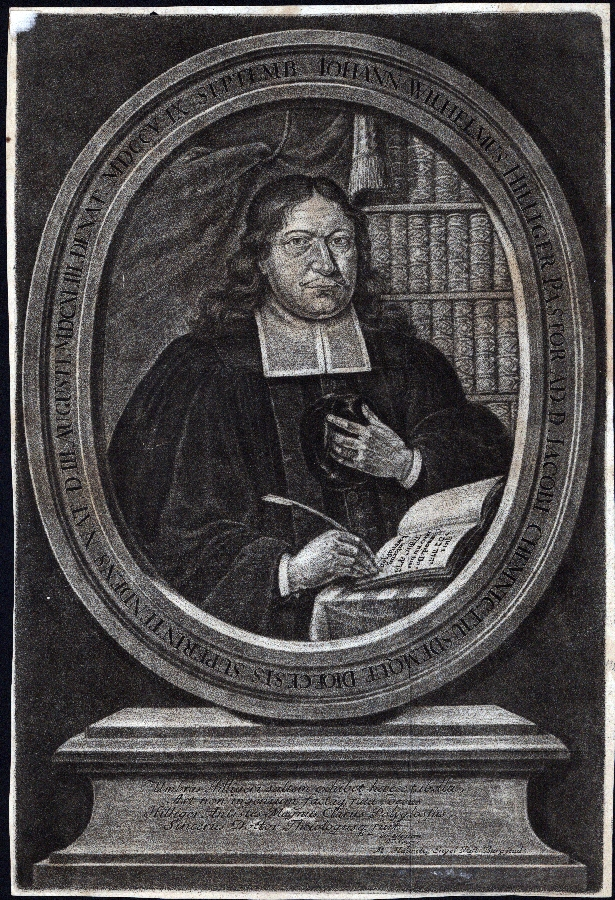
Johann Wilhelm Hilliger

Johann Wilhelm Hilliger (* 3. August 1643 in Chemnitz; † 9. September 1705 ebenda) war ein deutscher evangelischer Theologe.

## Leben
Geboren als Sohn des Tuchmachermeisters und späteren Bürgermeisters Zacharias Hilliger (* 14. Juli 1591; † 10. Juli 1654 in Chemnitz) und dessen Frau Magdalena (* 17. Juli 1611 in Chemnitz; † 14. Dezember 1669), der Tochter des Caspar von Berg(en) und dessen Ehefrau Katharina (geb. Müller aus Stolberg), verbrachte er seine Kindheits- und ersten Schuljahre in seiner Heimatstadt. Im Alter von 11 Jahren war sein Vater gestorben, so dass er sich durch Kurrendesingen selbst unterhalten musste. Durch ein Stipendium des Rats von Chemnitz gefördert, bezog er am 26. September 1664 die Universität Wittenberg, wo er sich vornehmlich einem Studium der orientalischen Sprachen widmete. Nachdem er am 15. Oktober 1667 den akademischen Grad eines Magisters der Weltweisheit erworben hatte, gewährte ihm der Chemnitzer Rat ein weiteres Stipendium.
So konnte er, nachdem er Privatvorlesungen gehalten sowie einige Schriften verfasst hatte, am 3. Mai 1672 als Adjunkt an der philosophischen Fakultät aufgenommen werden. Man bot ihm verschiedene Schulrektorenstellen in Chemnitz, Reval, Lübeck und Zwickau an, die er jedoch ablehnte. Stattdessen folgte er am 3. Dezember 1776 einer Einladung des Chemnitzer Rates, eine Gastpredigt für das Diakonat an der St. Jakobikirche zu halten. Der Chemnitzer Rat war angetan von seiner Predigt und bestätigte ihn als Diakon. Daher begab er sich nach Dresden, wo er seine theologische Prüfung ablegte und für das Amt ordiniert wurde. So trat er am 24. Dezember desselben Jahres sein Amt an, wurde am 9. September 1684 Archidiakon und nachdem Albinus Seyfried gestorben war, übertrug man ihm die Superintendentur von Chemnitz. Dieses trat er am 5. Dezember 1686 an und wurde am 11. August 1687 durch den damaligen sächsischen Oberhofprediger Philipp Jakob Spener feierlich eingeführt.
Hilliger galt als fruchtbarer Gelehrter, der während seiner Wittenberger Hochschulzeit 20 Disputationen abgehalten hatte. Im Vorlesebetrieb der Hochschule hat er vornehmlich sein summarium linguae santae (Wittenberg 1679) verwendet, wobei ca. 800 Studenten diesen beiwohnten. So hat er sich auch als Herausgeber verschiedener Disputationen einen Namen erworben. Sein Werkschaffen umfasst ca. 49 eigene Werke, die im Nov. Lit. Germ. (Hamburg 1704) zu finden sind. Als Superintendent hat er die Komödien und die heiligen Christenaufzüge unterbunden. Er starb an den Folgen einer schmerzhaften Gicht.

## Familie
Genealogisch wäre anzumerken, dass er sich am 27. Februar 1677 mit Anna Elisabeth Egerland (* 31. Januar 1658 in Wittenberg; † 1. Februar 1725 in Chemnitz), der Tochter des Wittenberger Stadtkommandanten Erasmus von Egerland und dessen Frau Anna Catharina, der Tochter des Christoph Notnagel, verheiratet hat. Aus dieser Ehe stammen sieben Töchter und drei Söhne. Von diesen ist bekannt:
Wilhelmine Justine Hilliger (get. 19. Februar 1678; † 20. Februar 1678)
Johanna Elisabeth Hilliger († 1750) verh. am 20. Juli 1696 mit M. Christian Gottfried Georgi
Johann Wilhelm Hilliger (* 16. Februar 1681 in Chemnitz; † 27. Januar 1702 in Wittenberg) Student der Theologie
Johanna Dorothea Hilliger, verh. am 24. August 1700 M. Moritz Engel
Johanna Katharina Hilliger (* 28. September 1684) verh. mit M. Johann Christoph Reichel
Johanna Magdalena Hilliger (* 16. Mai 1686; † 31. Mai 1704)
Johanna Sidonie Hilliger (* 2. April 1688) verh. 9. Juni 1705 mit Johann Paul Schönickel
Johanna Christiane Hilliger (18. März 1690; † 18. März 1736) verh. 5. Juli 1706 mit M. Johann Justus Töpfer
Johann Zacharias Hilliger
Johann Sebastian Hilliger (* 26. Mai 1695 in Chemnitz; † 31. Oktober 1755 ebenda) Bürgermeister von Chemnitz

## Werke (Auswahl)
- Qetālā wepurcânâ delāmek sive Homicidium Et Vindictam Lamechi : ex Gen. IV,23.24. (Resp. Johannes Pantelius) Hake, Wittenberg 1673. (Digitalisat)
- Summarium linguae Armaecae i. e. Chaldaeo-Syro-Samaritanae, olim in Acedemia Wittebergensi orientalium linguarum consecraneis, parietes intro privatos, praelectum et nunc, ad rogatus crebriores, publico boho commodatum. Henckel, Wittenberg 1679. (Digitalisat)
- Contribution vor Priester-Wittwen und Waysen Kemnitzischer Superintendentur, bestehende in XV. Articulis, so Anno 1581 abgefasset und Anno 1690 ... beym gehaltenen Synodo. Stoessel, Chemnitz 1694. (Digitalisat)
- Menē' menē' teqel ufarsi,: sive Cryptographian ex Dan. V, 25 - 28. (Resp. Johannes Schneider) Fiebig, Wittenberg 1669. (Digitalisat)
- Scriptionem Christi in terra, ex Johann. VIII, 6, 8. (Resp. David Wendeler) Schmatz, Wittenberg 1672. (Digitalisat)
- Vestimenta Israelitarum in deserto ex Deut. 8, 4. (Resp. Andreas Dietz) Henckel, Wittenberg 1676. (Digitalisat)
- Bileamus eiusque asina loquens ex Num. 22, 21. (Resp. Johann Krücken) Schrödter, Wittenberg 1702. (Digitalisat)
- De metamorphosi Nebucadnezaris, ex Dan. Cap. IV. philologema. (Resp. Christian Hentschel) Schrödter, Wittenberg 1703. (Digitalisat)